# Монтезума (Охајо)
Монтезума (енгл. Montezuma) град је у америчкој савезној држави Охајо.

## Демографија
По попису из 2010. године број становника је 165, што је 26 (-13,6%) становника мање него 2000. године.
| Група             | 2000.       | 2010.       |
| Белци             | 188 (98,4%) | 162 (98,2%) |
| Афроамериканци    | 0 (0,0%)    | 0 (0,0%)    |
| Азијати           | 0 (0,0%)    | 0 (0,0%)    |
| Хиспаноамериканци | 3 (1,6%)    | 2 (1,2%)    |
| Укупно            | 191         | 165         |